# Paolo Massei
Paolo Massei (ur. 30 września 1712 w Montepulciano, zm. 9 czerwca 1785 w Rzymie) – włoski kardynał.

## Życiorys
Urodził się 30 września 1712 roku w Montepulciano, jako syn Arcangiola Masseia i Francesci Pecci. W młodości został referendarzem Trybunału Obojga Sygnatur i klerykiem Kamery Apostolskiej. 14 lutego 1785 roku został kreowany kardynałem prezbiterem i otrzymał kościół tytularny Sant’Agostino. Zmarł 9 czerwca tego samego roku w Rzymie.